# 삽

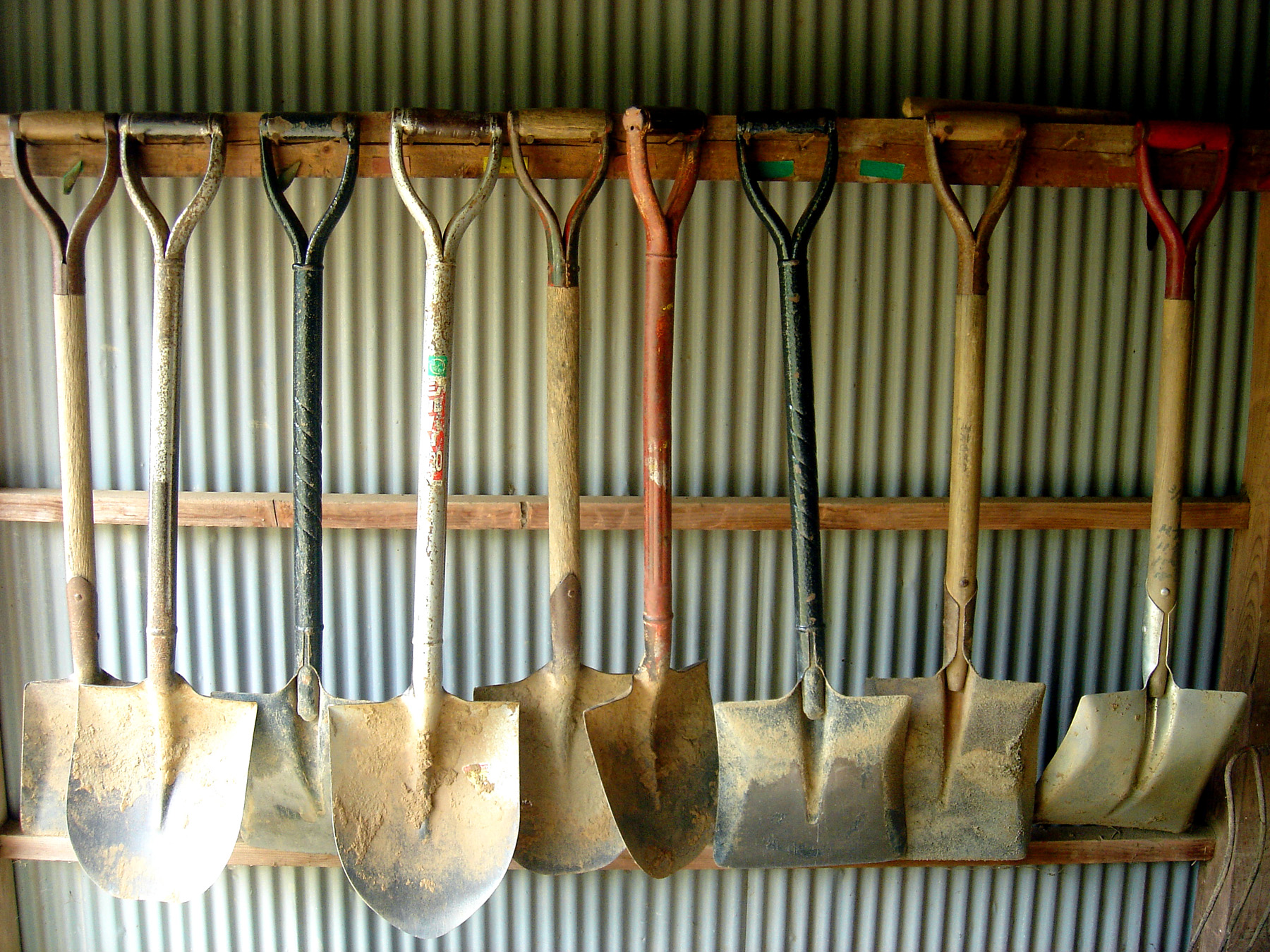
벽에 걸린 삽들의 모습

삽(영어: Shovel)은 땅을 파고 흙을 뜨는 데 쓰는 도구이다. 또한 삽은 농기구 가래와 비슷하지만 크기가 작아 한 사람이 작업할 수 있다. 흙을 파고 뜨는 부분인 보습의 모양은 사각형인 것, 끝부분이 뾰족한 것 등 다양하다.
삽은 흙이나 모래 등을 퍼 담아 그 분량을 세어 수량을 나타내는 단위이기도 하다.

## 종류
막삽은 삽의 끝이 둥글거나 뾰족한 형태의 삽이다.
막삽은 땅의 흙이 뭉쳐있거나 흙을 팔때 또는 돌을 고를 때 등에 용이하다. 막삽의 모양이면서도 아주 작은 25cm 내외 길이의 한손으로 작업할 수 있는 정원용 삽(꽃삽)이 있다.
각삽은 삽의 끝 양쪽 모서리가 모두 각진 사각형의 형태이다.
각삽은 부서진 흙이나 모래를 파내서 들어올리거나  뒤집어 섞을 때 비교적 용이하다. 각삽의 형태이나 각삽보다 약간 작은 삽으로 시멘트의 혼합등을 위한 비빔삽도 있다. 각삽보다 양쪽모서리가 넓은 삽은 오삽이라고 부른다.

각삽

## 같이 보기
- 모종삽